# Zuzana Ožanová
Zuzana Ožanová, dříve Zahradníková (* 25. září 1970 Kopřivnice) je česká politička a metodička dopravně správních činností, od října 2017 poslankyně Poslanecké sněmovny PČR, v letech 2016 až 2020 zastupitelka Moravskoslezského kraje, v letech 2016 až 2018 zastupitelka města Ostrava, od listopadu 2018 do listopadu 2021 starostka a od října 2022 radní městského obvodu Moravská Ostrava a Přívoz, členka hnutí ANO 2011 (bývalá členka Strany zelených a Cesty změny).

## Život
Vystudovala obor dopravní a manipulační technika na Fakultě strojní Vysoké školy báňské – Technické univerzity Ostrava (promovala v roce 1994 a získala titul Ing.).
Má zkušenosti z vedoucích funkcí ve státní správě a samosprávě a odborné znalosti dopravně správních agend. Od ledna 2003 pracuje jako metodik na Městském úřadě Orlová.
Zuzana Ožanová žije ve městě Ostrava, konkrétně v části Moravská Ostrava. Je vdaná.

## Politické působení
V komunálních volbách v roce 1990 byla zvolena zastupitelkou městského obvodu Moravská Ostrava a Přívoz, stala se také radní městského obvodu. Ve volbách v roce 1994 mandát zastupitelky obhájila, a to z pozice členky SZ a lídryně kandidátky "Koalice SD(OH), SZ". V letech 1994 až 1998 působila jako zástupkyně starosty. Ve volbách v roce 1998 opět obhájila mandát zastupitelky městského obvodu, tentokrát jako lídryně samostatné kandidátky Strany zelených. Opět se stala radní městského obvodu, a to pro roky 1998 až 2002. Ve volbách v roce 2002 kandidovala již jako členka strany Cesta změny a lídryně kandidátky s názvem "Demokraté pro Ostravu - Cesta změny, Občanská demokratická aliance". Neuspěla však, a mandát tak neobhájila.
O návrat do Zastupitelstva městského obvodu Moravská Ostrava a Přívoz se pokoušela ve volbách v roce 2010 jako nestranička za SZ, ale neuspěla. Později vstoupila do hnutí ANO 2011 a byla za něj zvolena zastupitelkou městského obvodu Moravská Ostrava a Přívoz ve volbách v roce 2014.
Několikrát neúspěšně kandidovala rovněž do Zastupitelstva města Ostravy – ve volbách v roce 1994 jako členka SZ za "Koalici SD(OH), SZ", ve volbách v roce 1998 jako členka SZ na samostatné kandidátce a ve volbách v roce 2002 jako členka CZ na kandidátce s názvem "Demokraté pro Ostravu - Cesta změny, Občanská demokratická aliance". Neuspěla ani ve volbách v roce 2014 jako nestranička za hnutí ANO 2011 (stala se druhou náhradnicí). Postupně však dva straničtí kolegové rezignovali a ona se stala v červnu 2016 zastupitelkou města Ostravy.
V krajských volbách v roce 2016 byla za hnutí ANO 2011 zvolena zastupitelkou Moravskoslezského kraje. Působila jako členka výboru kontrolního, členka výboru pro životní prostředí a zemědělství a členka výboru pro dopravu. Ve volbách v roce 2020 již nekandidovala.
Ve volbách do České národní rady v roce 1992 kandidovala za volební subjekt Liberálně sociální unie v Severomoravském kraji, ale neuspěla. Stejně tak nebyla zvolena poslankyní, když kandidovala ve volbách do Poslanecké sněmovny PČR v roce 1998 za SZ v Severomoravském kraji. Do Sněmovny nepronikla ani ve volbách v roce 2002, tentokrát kandidovala za CZ v Moravskoslezském kraji.
Ve volbách do Poslanecké sněmovny PČR v roce 2017 byla zvolena poslankyní za hnutí ANO 2011 v Moravskoslezském kraji, a to z devátého místa kandidátky.
V komunálních volbách v roce 2018 byla za hnutí ANO 2011 zvolena zastupitelkou městského obvodu Moravská Ostrava a Přívoz, a to z pozice lídryně kandidátky. Dne 5. listopadu 2018 se stala starostkou městského obvodu Moravská Ostrava a Přívoz. V roce 2018 již nekandidovala do zastupitelstva Ostravy. Dne 9. listopadu 2021 rezignovala na funkci starostky městského obvodu poté, co se stala poslankyní.
Ve volbách do Poslanecké sněmovny PČR v roce 2021 kandidovala za hnutí ANO 2011 na 10. místě v Moravskoslezském kraji. Získala 3 367 preferenčních hlasů, a stala se tak znovu poslankyní.
V komunálních volbách v roce 2022 kandidovala do Zastupitelstva městského obvodu Moravská Ostrava a Přívoz ze 4. místa kandidátky hnutí ANO 2011. Mandát zastupitelky městského obvodu se jí podařilo obhájit. Dne 24. října 2022 byla zvolena radní městského obvodu.
Ve sněmovních volbách v roce 2025 kandiduje na 6. místě kandidátní listiny hnutí ANO v Moravskoslezském kraji.